# Hyundai i20
El Hyundai i20 és un vehicle del segment B que el fabricant Hyundai Motor Company va presentar oficialment al Saló de l'Automòbil de París l'any 2008, comercialitzant-se a partir de finals d'aquell mateix any.
És un vehicle de cinc places amb motor davanter transversal, tracció davantera i carroceria hatchback de tres o cinc portes.Substitueix (a Europa) el Hyundai Getz i, com el seu nom indica, es posiciona entre el Hyundai i10 i el Hyundai i30.

## Generacions
El Hyundai i20 ha tingut tres generacions diferents:
- 2008-2014
- 2014-2020
- 2020-actualitat[3]

## Competició
Des de l'any 2014, l'equip oficial de Hyundai al Campionat Mundial de Ral·lis, el Hyundai World Rally Team, ha utilitzat aquest model per competir, aconseguint guanyar diversos ral·lis amb pilots com Thierry Neuville, Ott Tänak o Dani Sordo. Guanyen el campionat de constructors dels anys 2019 i 2020.
També s'ha utilitzat aquest model de vehicle en altres campionats continentals o estatals, on també ha aconseguit victòries i títols, com el Campionat d'Europa de Ral·lis del 2023 i 2024 amb Hayden Paddon.